# Comodo Backup
Comodo Backup è un software freeware di backup per Windows sviluppato dall'azienda americana Comodo. Esso permette ai file di essere copiati per mezzo di backup locale, di rete, virtuale, FTP o unità di storage online.
La sua licenza d'uso consente il libero utilizzo anche in ambito professionale/commerciale e non solo personale.
È disponibile anche in lingua italiana.

## Panoramica
Comodo Backup trasferisce le copie dei file in un luogo sicuro e tiene traccia di tutte le modifiche a questi file. Il programma sincronizza le copie dei file di backup tramite un file di log, consentendo inoltre la tutela contro la perdita di singoli file o directory mediante opportuni algoritmi.

## Interfaccia utente
Comodo Backup si presenta all'utente con una comune schermata, stile file manager del file system del proprio PC, ma con ulteriori controlli disponibili permettendo all'utente di andare avanti o indietro rispetto alle date di modifica.

## Requisiti software/hardware
Sistemi operativi supportati:
- Windows XP SP2 - 32 bit e 64 bit
- Windows Server 2003 - 32 bit e 64 bit
- Windows Vista - 32 bit e 64 bit
- Windows Server 2008 - 32 bit e 64 bit
- Windows 7 - 32 bit e 64 bit

Requisiti hardware:
- Intel Pentium II 233 MHz o superiori
- 128 MB RAM
- 23 MB liberi sull'hard disk

## Funzioni supportate
- creazione archivi .zip: con diversi livelli di compressione, con password ecc.
- creazione archivi ISO 9660
- diversi set di backup con diverse impostazioni
- ripristino automatico
- backup esterni su rete LAN o su FTP
- notifica via email del backup avvenuto
- verifica del backup
- backup incrementali, differenziali e programmabili nel tempo
- sincronizzazione di file e cartelle
- salvataggio diretto su CD/DVD
- Volume Shadow Copy (backup anche dei file attualmente in uso)
- funzioni a riga di comando e scripting per amministratori di sistema

### Referenze esterne
- Comodo Backup on CNET.com, su download.cnet.com.
- Comodo Backup on Tucows.com [collegamento interrotto], su tucows.com.
- Comodo Backup on Snapfiles.com, su snapfiles.com.
- Comodo Backup on Ghacks.net, su ghacks.net.
- Review of Comodo Backup on Brighthub.com, su brighthub.com.
- Review of Comodo Backup on Ilovefreesoftware.com, su ilovefreesoftware.com.